# Star Trek IV: A hazatérés
A Star Trek: Hazatérés (Star Trek IV: The Voyage Home) (Paramount Pictures, 1986) a negyedik azon tudományos-fantasztikus filmek közül, amelyek a Star Trek című televíziós sorozatra épülnek. Befejező része azon cselekménytrilógiának, ami a Űrszekerek II: A Khan bosszújával kezdődött, és a Spock nyomában című filmmel folytatódott. A filmet a Star Trek rajongók gyakran úgy emlegetik, mint azt a részt, "amelyikben a bálnák vannak".

## A szereplők
| Szerep                         | Színész           | Magyar hangja (1. szinkron, 1992) |
| ------------------------------ | ----------------- | --------------------------------- |
| James T. Kirk kapitány         | William Shatner   | Szersén Gyula                     |
| Mr. Spock elsőtiszt            | Leonard Nimoy     | Kristóf Tibor                     |
| Dr. Leonard McCoy orvosi tiszt | DeForest Kelley   | Uri István                        |
| Montgomery Scott főgépész      | James Doohan      | Láng József                       |
| Hikaru Sulu kormányos          | George Takei      | Usztics Mátyás                    |
| Pavel Chekov navigátor         | Walter Koenig     | Kassai Károly                     |
| Uhura kommunikációs tiszt      | Nichelle Nichols  | Zsolnai Júlia                     |
| Christine Chapel főnővér       | Majel Barrett     | Magda Gabi                        |
| Janice Rand tiszt              | Grace Lee Whitney | Prókai Annamária                  |
| Sarek nagykövet                | Mark Lenard       | Velenczey István                  |
| Amanda Grayson                 | Jane Wyatt        | Győri Ilona                       |
| Dr. Gillian Taylor             | Catherine Hicks   | Hűvösvölgyi Ildikó                |
| Klingon nagykövet              | John Schuck       | Tolnai Miklós                     |
| Föderációs elnök               | Robert Ellenstein | Szabó Ottó                        |
| Cartwright admirális           | Brock Peters      | Melis Gábor                       |
| Saavik                         | Robin Curtis      | Kiss Erika                        |

## A történet
|  | Alább a cselekmény részletei következnek! |

Egy óriási idegen szonda érkezik a Földhöz, és különlegesen erős jeleket sugároz a planétára, melynek következtében elszívja a közelben lévő hajók energiáját, és felforralja a tengereket. James T. Kirk admirális és csapata éppen Spockért megy a Vulcanra, amikor értesülnek a flottától a Földnél kialakult helyzetről. Kirk tudja, hogy a flotta nem fogja örömmel fogadni, hiszen a USS Enterprise megsemmisült, ezért az előző kalandból zsákmányolt klingon hajóval indulnak a Föld felé.
Spock, aki szellemileg még mindig regenerálódik, rájön, hogy az idegen szonda a hosszúszárnyú bálnákkal próbál kapcsolatot felvenni. Ezeket az élőlényeket azonban az emberiség három évszázaddal ezelőtt, a vadászatnak köszönhetően kiirtotta, így a szonda számára választ csak úgy biztosíthatnak, ha visszautaznak az időben.
Kirk parancsba adja, hogy kezdjenek az űrhajóval a Nap körül nagy sebességgel keringeni, mert így a csillag nagy gravitációs tere, és a fénysebességnél gyorsabb haladás révén visszautazhatnak az időben. A művelet sikerrel zárul, melynek köszönhetően 1986-ban találják magukat. A legénység a hajót álcázza, és leszállnak a kaliforniai San Franciscóban (a Golden Gate Parkban). Szerencsére a közelben rábukkannak két bálnára, melyek alkalmasak a szondával való kommunikációra, továbbá olyan alapanyagokra, melyekkel megépíthető a bálnák szállítására szolgáló medence.
Kirk és Spock elnyeri dr. Gillian Taylor bálnabiológus támogatását is, aki a bálnákat gondozza a sausalitói Tengerek élővilága aquaparkban.
Miután leküzdötték a legfőbb gondokat (beleértve azt is, hogy meggyőzzék Taylort arról, hogy a jövőből jöttek), az Enterprise legénységének sikerül kimenteni két bálnát a tengerből, akiket közben szabadon engedtek az aquaparkból és bálnavadászok fenyegetik őket. Ezután visszatérnek a jövőbe és a bálnák segítségével megmentik a Földet.
A siker ellenére a legénység hadbíróság elé kerül, mivel több szabályt is súlyosan megszegtek akkor, amikor az előző filmben engedély nélkül indultak el az Enterprise-zal. A vádlottakat hősies tetteik miatt felmentik, kivéve Kirk admirálist, akit „büntetésből” lefokoznak kapitányi rangra, és a USS Enterprise-A-ra vezénylik. Dr. Taylor, aki a legénységgel együtt tért vissza a 23. századba, úgy dönt, hogy belép a csillagflottába, mint tudományos tiszt.

## Érdekességek
- Azt a jelenetet, amelyben Chekov és Uhura a járókelőktől kérdezik, hogy merre találják az almedai támaszpontot (és benne egy nukleáris reaktort), rejtve vették fel. Így a rendőr, aki teljes bambultsággal és meglepődéssel tekint rájuk, nem színész, hanem egy igazi rendőr. Reakciója betudható annak is, hogy Chekov nagyon erős orosz akcentussal beszélt, és a film ezen része 1986-ban játszódott. A nő, aki végül szóba áll velük szintén az utca embere volt, nem pedig színész.
- A buszon hangosan zenét hallgató punkot, akit végül Spock hallgattat el, a film társproducere, Kirk Thatcher játszotta el. Ő írta a rádiójából szóló számot is, továbbá a vulkáni számítógép hangját is ő kölcsönözte. A karakter szintén Thatcher alakításában több évtizeddel később a Star Trek: Picard sorozatban is feltűnik, humoros utalásként erre a filmre.
- A kórházban a hangosbeszélőn dr. Sandi Zobert keresik. Sandi Zober valójában Leonard Nimoy akkori felesége volt (bár nem orvos, hanem maga is színész).
- A filmben szerepel a USS Enterprise CVN-65 nevű hajó is, ami igazából a USS Ranger CV-61 volt, mivel az Enterprise épp a tengeren volt a forgatás idején.
- A filmben feltűnő, Miranda osztályú csillaghajónak, a USS Saratogának (NCC-1867) egy afroamerikai nő a kapitánya, megelőzve a Star Trek: Voyagert az első női parancsnok tekintetében a Star Trekben. Igaz, csak rövid ideig szerepel, ezért nevet sem adtak neki, és az őt játszó színésznő, Madge Sinclair neve sem szerepel a stáblistán. (Később kiadott regényekben végül nem hivatalosan Margaret Alexandernek nevezték el.) Emellett Sinclair játssza a TNG sorozatban Geordi La Forge anyját, Silvia La Forge kapitányt is.[5] (Érdekesség még, hogy sokkal később ugyancsak Miranda jellegű és ugyancsak Saratoga nevű csillaghajó volt az, amelyiken Benjamin Sisko szolgált korábban, mielőtt azt a borg elpusztította volna. A hajó regisztrációs száma viszont értelemszerűen már más, NCC-31911 volt.)
- Cartwright admirális is feltűnik, csakúgy mint a későbbi Star Trek VI: A nem ismert tartomány című filmben, akit itt is Brock Peters alakít. Ugyanígy ebben a két filmben alakítja John Schuck is a klingon nagykövetet.